# Панюковский сельсовет
Панюковский сельсовет — упразднённая административно-территориальная единица, существовавшая на территории Московской губернии и Московской области до 1954 года.
Панюковский сельсовет возник в первые годы советской власти. По данным 1922 года он находился в составе Серединской волости Волоколамского уезда Московской губернии.
По данным 1926 года в состав сельсовета входили 3 населённых пункта — Панюково, Новое Панюково и Соколово, а также Тимашевское лесничество.
В 1929 году Панюковский с/с был отнесён к Шаховскому району Московского округа Московской области. При этом к нему был присоединён Пахомовский с/с.
14 июня 1954 года Панюковский с/с был упразднён, а его территория в полном составе передана в Дорский с/с.